# سوخاسانا

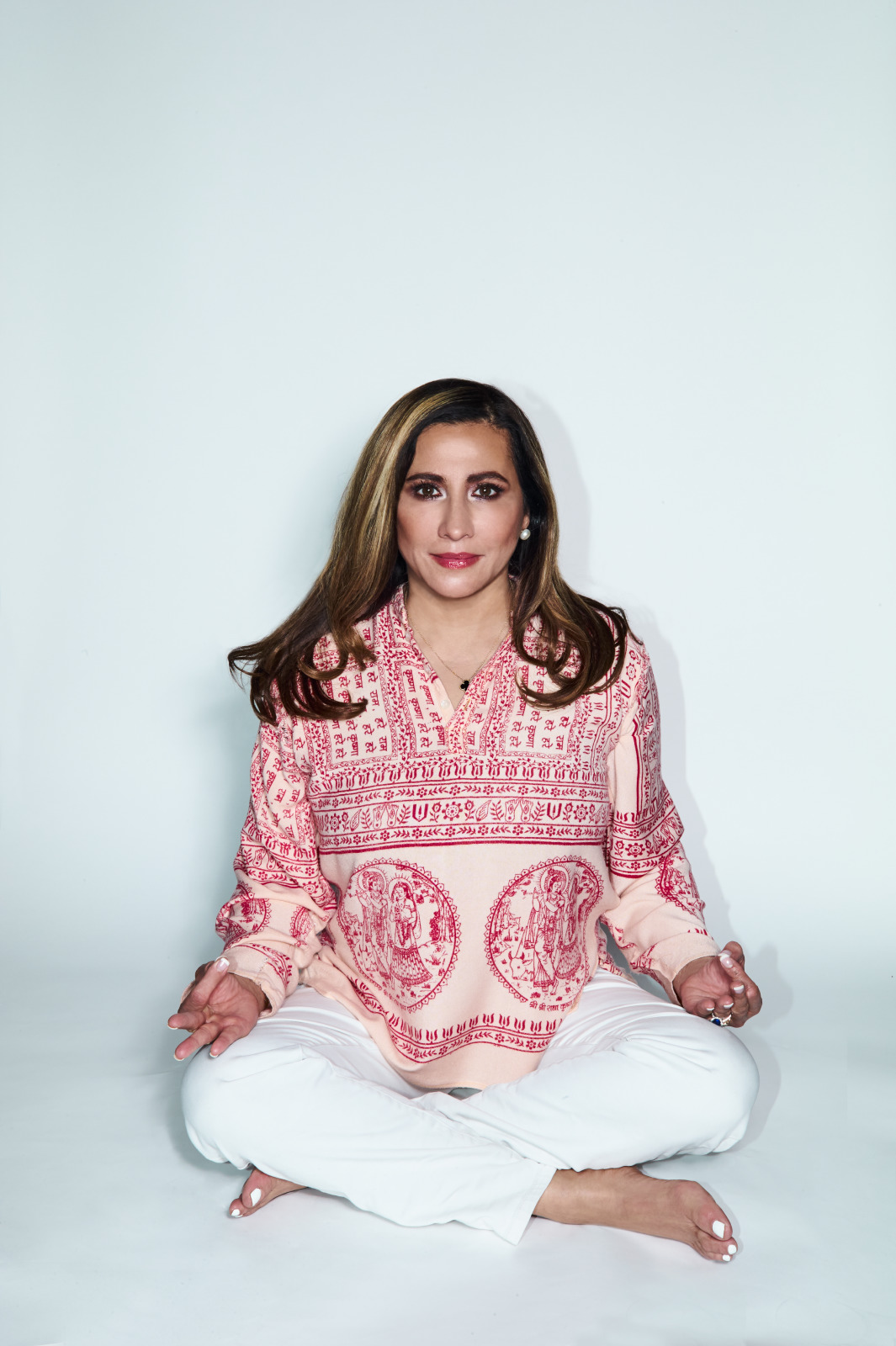
L2045152 retouch flattened2 preview

سوخاسانا (سانسکریت: सुखासन) حرکت آسان، یک آسانای ساده در حالت نشسته با پاهای ضربدری در هاتا یوگا است که گاهی در بودیسم و هندوئیسم برای مدیتیشن استفاده می‌شود.

## لغات
این نام از کلمات سانسکریت सुख «لذت»، و आसन āsana، حالت نشسته گرفته شده‌است.

## شرح
اکثر مبتدیان توانایی این حرکت را دارند. روی زمین نشسته و هر دو پا را جلو کشیده و نگه داشته، یک پا خم و زیر ران پای دیگر قرار می‌گیرد. آنگاه پای دیگر خم و زیر پای خم شده اول قرار می‌گیرد. در نهایت زانوها می‌بایست به زمین برسند.